# Hieracium philanthrax
Hieracium philanthrax là một loài thực vật có hoa trong họ Cúc. Loài này được (Stenstr.) Johanss. & Sam. mô tả khoa học đầu tiên năm 1923.